# 미스리 메신저
미스리 메신저는 비즈니스용 메신저로, 1999년 서비스가 시작된 이후 비즈니스 통신용으로 사용되고 있다.증권 언론 분야에서 정보를 전달하는 수단으로 이용된다.

## 개요
미스리메신저는 1998년 한 프로그래머에 의해서 국내에 출시된 마이챗이라는 메신저의 후속작으로서 그 당시 깔끔한 인터페이스와 초고속 전송 기능이 인기를 얻으면서 국내 메신저 기술을 선도하였다.
메신저 제품명은 따로 있었으나 테스트를 위해서 인터넷에 공개하면서 좀 특이한 이름으로 미스리메신저라 이름 지었다. 그 후 증권가를 중심으로 고속성, 안정성, 대량동시전송성 등이 인정 받으면서 유명세를 타게 되었고 이미 이름을 바꾸기에는 늦은감이 있었다고 한다.
미스리메신저를 개발한 프로그래머는 이지닉스라는 소프트웨어 회사를 창업하였으며 이 회사의 실시간 기반 제품들은 현재도 공공기관, 대기업 등등 국내에 많은 단체들이 도입하여 사용하고 있다.
미스리메신저의 시작은 인터넷이 상용화 되던 초기 시절 웹사이트 개발이 본격화 되고 있었으나 그 보다 더 앞선 실시간이라는 기술에 주목하던 심갑수 라는 개발자에 의해서 시작되었다.
메신저라는 실시간 개념의 소프트웨어를 개발하기 위해서 어떤 언어를 선택할지 고민하던 중 C언어 보다는 인터페이스 편집이 용이한 델파이를 선택하였으며 델파이를 공부하여 메신저를 출시할 수 있는 단계까지 약 2개월 정도가 소요 되었으며 그 당시에는 소켓통신이라는 실시간 개념이 기술이 보편화 되지 않은 상황이어서 테스트용도로 무료 메신저 사이트를 오픈하였다.
당시로는 가장 깔끔한 인터페이스와 즉시성이 강조된 인터페이로 인하여 증권가에서 거래를 위한 통신 수단으로 전국적으로 확산되게 되었다. 
개발자 입장에서는 폭발적으로 늘어나는 접속자와 주식거래라는 돈이 움직이는 거래의 특성상 순간적으로 통신량이 폭주하는 경험을 하게 되며 그에 대한 해결책을 찾기 위해서 오랜 기간 소켓통신에 대한 연구가 많이 지속되었다. 그 이후에 삼성증권의 FN메신저 등 대부분의 증권사에서도 메신저를 도입하게 되었으며 일본의 증권가에서도 실시간 시세정보 전송등에 이 기술이 수출되기도 하였다.
실시간 대용량 데이터를 전송한다는 것은 쉽지 않은 기술이다. 만약 한 사람이 1000명에게 동시에 데이터를 발송하는 경우 서버와 네트워크 인프라들은 순간적인 과부하가 걸리게 된다. 따라서 여러 사람이 동시에 이런 행위를 발생시켜야 하는 증권업무의 특성상 메신저 서버의 효융적 설계구조와 한계에 이르는 서버의 자원 이용 기술은 인터넷의 초장기라는 시대적인 상황과 증권가에서 많이 사용했다는 현상이 이 기술을 발전시기는 계기가 되었다.
그런 이유로 미스리메신저는 서버에서 데이터를 수신하면 저장후 발송등의 불필요한 행위를 거치지 않게 되는 효율적인 설계를 하게 되었다. 이런 기술적 특성은 데이터를 남기지 않는다는 소문으로 확산되면서 보안성이 뛰어난 메신저로 유명해지기도 하였다.
이렇게 유명세를 타게 되면서 유명연예인 최진실 사망 사건에서도 증권가의 루머를 실어나르는 대표적 통신 시스템으로 지목받아 경찰의 수사를 받은 적도 있으나 데이터가 남지 않는 시스템의 구조로 인하여 아무런 증거를 찾지 못하는 헤프닝도 있었다.
미스리메신저를 개발한 개발자 심갑수에 의하여 이지닉스가 설립되었으며 그 후 유능한 리더에 의해서 건실한 중소기업으로 성장되었고 미스리메신저는 멤버중의 한명에 의해서 독립적으로 발전되어 현재까지도 유지되고 있다.